# Suarius walsinghami
Suarius walsinghami is een insect uit de familie van de gaasvliegen (Chrysopidae), die tot de orde netvleugeligen (Neuroptera) behoort. 
Suarius walsinghami is voor het eerst wetenschappelijk beschreven door Navás in 1914.